# Панарет (Кимани)
Епископ Панаре́т (греч. Επίσκοπος Πανάρετος, в миру Самуэль Кимани Гачеру, англ. Samuel Kimani Gacheru, также Кикко́тис, греч. Κυκκώτης; род. 1985, Найроби) — иерарх Александрийской православной церкви, епископ Ньерийский и Кенийских Гор (с 2023).

## Биография
Родился в 1985 году в Найроби, в многодетной (был четвёртым из семи детей) бедной семье из народности кикуйю. Отец в настоящее время содержит мясную лавку, а мать — управляет фермой по разведению свиней и кур в пригороде Найроби.
Окончил патриаршую семинарию имени архиепископа Макария в Найроби и с 2011 по 2014 год учился в университете Найроби, получив по его окончинии степень доктора философии в области психологии.
Поступил в монастырь Махера на Кипре и принят в клир Кипрской православной церкви. 1 мая 2010 года был хиротонисан во пресвитера с наречением нового имени Панарет. Постоянно проживал на подворье Киккского монастыря в Никосии. Служил приходским священником в церкви посёлка Мосфили и обучался в Европейском университете, где получил степень магистра делового администрирования. Также получил степень магистра богословия в университете Никосии.
11 ноября 2022 года в часовне Святого Нектария Эгинского в монастыре Саввы Освященного в Александрии патриархом Александрийским Феодором был возведён в достоинство архимандрита.
24 ноября 2022 года Священным синодом Александрийской православной церкви был избран епископом Ньерийским и Кенийских Гор.
15 января 2023 года в монастыре святого Саввы состоялась его архиерейская хиротония, которую совершили: Папа и Патриарх Александрйиский Феодор II, митрополит Тамасский и Оринийский Исаия (Киккотис) (Кипрская православная церковь), митрополит Навкратисский Пантелеимон (Арафимос), митрополит Пелусийский Наркисс (Гаммох), митрополит Тамиафский Герман (Галанис), епископ Эльдоретский Неофит (Конгай).